# Id Tech 3
id Tech 3, também conhecida como Quake III engine (tradução livre: Motor de jogo Quake III) é um motor de jogo ou engine produzido pela id Software, tendo sido nele desenvolvido o jogo Quake III. Por causa da demanda, a id Software disponibilizou o código fonte do motor de jogo em 2005 na licença GPL .
Apesar do motor de jogo ter sido desenvolvido inicialmente para Quake III Arena, foi utilizada para outros jogos, como Return to Castle Wolfenstein, Call of Duty e Dark Salvation.
Esta engine é completa e permite aos desenvolvedores produzir um jogo em 3D sem preocupações com detalhes do funcionamento interno do seu motor. Nela são encontrados módulos capazes de lidar com inteligência artificial, física, renderização, iluminação, efeitos especiais, terrenos, texturas, animação de bones (esqueletos que representam a base para animação dos personagens), som e rede. Esta engine utiliza a tecnologia OpenGL e suporta shaders (sombras nos ambientes), superfícies curvas dentre outras características que a destaca como uma das melhores engines 3D do mercado. [carece de fontes?]